# Nornica koreańska
Nornica koreańska (Craseomys regulus) – gatunek ssaka z podrodziny karczowników (Arvicolinae) w obrębie rodziny chomikowatych (Cricetidae).

## Zasięg występowania
Nornica koreańska występuje endemicznie na Półwyspie Koreańskin, z wyjątkiem jego północno-wschodniej części.

## Taksonomia
Gatunek po raz pierwszy zgodnie z zasadami nazewnictwa binominalnego opisał w 1907 roku angielski zoolog Oldfield Thomas nadając mu nazwę Craseomys regulus. Holotyp pochodził z Mun-gyong, 110 mi (177 km) na południowy wschód od Seulu, na wysokości 1100-1300 ft (335–396 m), w Korei Południowej. 
C. regulus należy do podrodzaju Phaulomys. Gryzonie te były przez wielu autorów klasyfikowane jako populacja nornicy szarorudej i umieszczane w Clethrionomys, Myodes i Eothenomys, jednak ich zęby trzonowe nie są ukorzenione jak u tego gatunku. Późniejsze badania DNA mitochondrialnego i jądrowego potwierdziły, że jest to bliski, lecz odrębny gatunek. Autorzy Illustrated Checklist of the Mammals of the World uznają ten takson za gatunek monotypowy.

### Etymologia
- Craseomys: gr. κρασις krasis, κρασεως kraseōs „mieszanina, połączenie”[6]; μυς mus, μυος muos „mysz”[7].
- regulus: łac. regulus „książę, królewiątko”, od rex, regis „król”; przyrostek zdrabniający -ulus, od regere „rządzić”[8].

## Morfologia
Długość ciała (bez ogona) 100–116 mm, długość ogona 37–51 mm; masa ciała 23–28 g. 

## Biologia
Zwierzęta te są dość pospolite w środkowej i południowej Korei. Występują w różnorodnych środowiskach, choć zdają się unikać rozległych lasów. Prawdopodobnie umieją się częściowo zaadaptować do antropogenicznych zmian środowiska.

## Populacja
Populacja nornicy koreańskiej jest stabilna, nie są znane zagrożenia dla gatunku. Jest on uznawany za gatunek najmniejszej troski.